# 고려도경

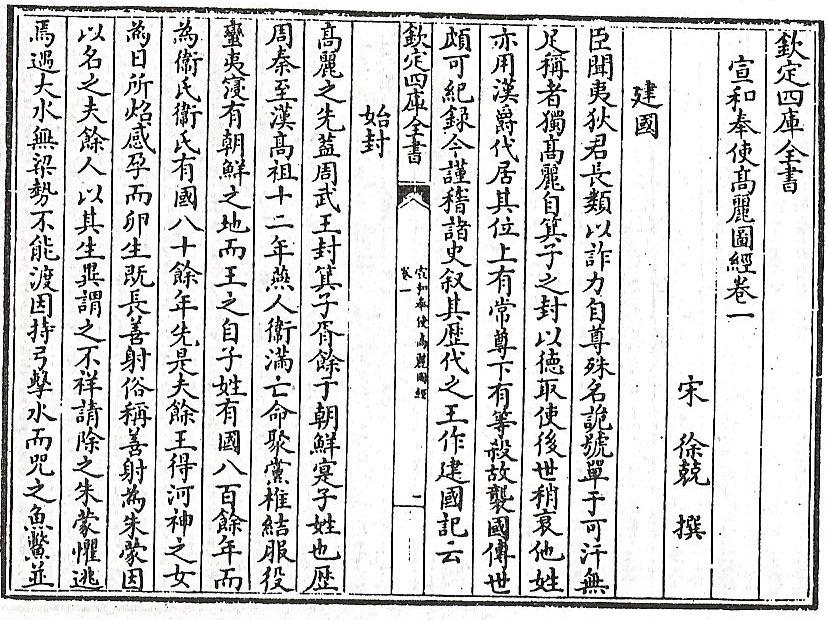
선화봉사고려도경(사고전서본).

《고려도경》(高麗圖經)은 송나라의 사신 서긍(徐兢, 1091년 ~ 1153년)이 1123년에 고려를 방문하여 보고 들은 것을 기록한 보고서다. 원명은 송 휘종의 연호인 선화(宣和, 1119년~1125년)를 넣어 《선화봉사고려도경(宣和奉使高麗圖經)》이라고 하며, 이를 줄여서 《고려도경》이라고 한다.

## 배경
1123년(선화 5년) 서긍은 휘종의 명을 받고 고려 예종의 조의를 위해, 정사 노윤적(路允迪), 묵경(墨卿)과 함께 사신으로 파견된다.
그들은 예성강 하구 벽란도를 통해 배를 타고, 입국하여 고려의 도성인 개경에 있는 사신의 숙소인 순천관에서 약 1개월을 머물다가 중국에 돌아온 후, 이야기를 보충해 다음 해 1124년 선화 6년 8월 6일 이 책을 완성하고, 황제에게 보고서 형식으로 이 책을 바쳤다.
원래 글과 그림이 같이 있어 도경(圖經)이라 한 것이나, 1126년 정강의 변을 거치며 완전판은 소실되었고, 1167년 송 효종 건도 3년 서긍의 조카인 서천(徐蕆)이 이 책을 다시 간행했지만, 그림은 없어지고 글만 전한다.
전 40권으로, 송나라인 서긍의 주관적인 시선이 어쩔 수 없이 어느정도 들어갔다는 한계는 있지만, 부족한 고려사를 보충해줄 귀한 당대의 자료라는 점에서, 고려 시대의 정치, 사회, 문화, 경제, 군사, 예술, 기술, 복식, 풍속 등의 연구에 필수적인 자료 중 하나이다.

## 내용
1124년(선화 6년) 8월 6일 지어진 서문에는 고려 예종의 조위를 위한 사신단에 도적(圖籍, 지도, 그림 등)의 수집 제작을 위해 고려로 간다는 목적을 기술하고 있다. 중국과 다른 풍속 등 300여 조를 수집하여 책 40권으로 만들었고, 그림과 주석을 달아 《선화봉사고려도경》이라는 이름을 지었다는 내용을 밝히고 있다. 또한 참고 서적인 《계림지》(鷄林志) 등을 참고 하여 건국부터 풍속 등까지 내용을 소개하고, 작업 과정 등을 설명하였다.
제1권에는 고려(고구려)의 건국과정을 그리고 있는데, 고려의 선조는 대개 기자 서여(胥餘)라고 주장하고 있다. 이어 주, 진을 지나 한 고제 12년 연나라 사람 위만이 무리를 모아 상투 틀고 와서 오랑캐를 복속하고 차차 왕 노릇을 했다고 기록했고, 부여 신화를 설명하다 주몽이 등장하여 고구려라고 부르며, 국명을 고려라고 했다고 주장한다. 이후 고씨 고려(고구려)의 건국부터 멸망까지 설명하고 있다.
제2권 세차(世次)에는 왕씨가 등장하여 당시까지의 고려 왕의 계보를 설명하고 있다. 즉, 고려가 고구려를 계승한 정도가 아니라 진짜 고구려에서 고려로 그대로 이어져온 나라인데 왕조의 성씨만 바뀐 것으로 이해했다. 이는 이후 중국 사서에서도 자주 발견되는 오류다.
제3권 성읍의 성읍(城邑), 봉경(封境)에선 유목 생활을 주로 하는 다른 오랑캐들과 달리 고려는 종묘와 사직, 고을과 마을, 높은 성첩을 두른 모양새가 중화를 닮았으니 이는 기자 영향을 받은 것이라고 추정했다. 또한 민거(民居)에선 개경 백성들의 주거 형태를 소개하고 있는데, 왕성이 비록 크기는 하나, 자갈땅이고 산등성이여서 땅이 평탄하고 넓지 못하기 때문에, 백성들이 거주하는 형세가 고르지 못하여 벌집과 개미구멍 같다고 표현했다. 
제8권 인물 편에는 북송을 중심으로 동남쪽 이적(夷狄)들 중에는 고려의 인재가 가장 왕성하다고 소개하고 있는데, 척준경 등 만났던 벼슬아치들의 이름과 이자겸, 윤언식, 김부식, 김인규, 이지미 등은 따로 소개를 하고 있다.
제16권에는 국자감(國子監)을 비롯한 약국(藥局), 창름(倉廩), 영어(囹圄), 부고(府庫) 등의 인상적인 용도의 건물을 소개하고 있다. 여기서 고려는 다른 모든 물품은 물물교환을 통하여 교역을 했지만, 약을 사는 것은 반드시 전보(錢寶)를 통해서 하였다는 기록을 남기고 있다.
제17권 사우(祠宇)에서는 팔관재 행사를 설명하며 그 의식이 극히 성대하다고 밝히고 있다. 여기서는 정국안화사(靖國安和寺), 광통보제사(廣通普濟寺), 흥국사, 국청사(國淸寺) 등의 사찰과 숭산묘(崧山廟), 동신사(東神祠), 오룡묘(五龍廟) 등의 사당을 소개하고 있다.
제23권 잡속2 한탁(澣濯)에는 옛 사서에 고려인은 깨끗한 것을 좋아한다고 하더니 지금도 그러하다며, 고려인들이 중국인들의 더러운 위생 상태를 비웃는다고 적어놨다. 아침에 일어나면 먼저 목욕을 하고 문을 나서며, 여름에는 날마다 두 번씩 목욕을 하는데 시냇물 가운데서 많이 하고, 남녀가 혼욕을 해도 이상하게 여기지 않는다라는 기록이 나온다. 어(漁)에는 미꾸라지(鰌), 전복(鰒), 조개(蚌), 진주조개(珠母), 왕새우(蝦王), 문합(文蛤), 붉은게(紫蟹), 굴(蠣房), 거북이다리(龜脚), 해조(海藻), 다시마(昆布)는 귀천없이 잘 먹는 해산물로 소개하였다.
제28권 공장1 와탑(臥榻)에서 고려 돗자리의 편안함은 오랑캐 풍속으로 느껴지지 않는다고 밝혔다. 그러나 이것은 국왕과 귀족, 사신 접대에서나 쓰이는 것이고, 서민들은 대부분 흙 침상이며, 땅을 파서 온돌[火坑]을 만들고 그 위에 눕는다. 고려는 겨울이 매우 추운데다 솜옷 같은 것이 적기 때문이라고 설명하였다.
제32권에는 기명 3(器皿 三)에서는 다기(茶俎), 술독(瓦尊), 등잔(藤尊), 도로(陶爐), 밥그릇, 옹기 등의 자기와 그릇의 종류에 대해서 설명하고 있다.

## 목차
- 제1권 건국 建國
- 제2권 세차 世次
- 제3권 성읍 城邑
- 제4권 궁궐문 門闕
- 제5권 궁전 宮殿 1
- 제6권 궁전 宮殿 2
- 제7권 관복 冠服
- 제8권 인물 人物
  - 이자겸 / 윤언식 / 김부식 / 김인규 / 이지미
- 제9권 의례용품 儀物 1
- 제10권 의례용품 儀物 2
- 제11권 의장대 仗衛 1
- 제12권 의장대 仗衛 2
- 제13권 병기 兵器
- 제14권 기치 旗幟
- 제15권 수레와 말 車馬
- 제16권 관부 官府
- 제17권 사우 祠宇
- 제18권 도교 道敎
- 제19권 백성 民庶
- 제20권 부인 婦人
- 제21권 하급 관리
- 제22권 풍속 雜俗 1
  - 궁정의 화톳불 / 초롱을 잡는 관리 / 시간을 알려주는 관리 / 고려 연회 / 공무 수행 / 답례 / 급사 / 말타는 부인
- 제23권 풍속 雜俗 2
  - 한탁(澣濯, 목욕과 세탁)
  - 종예(種蓺, 농업)
  - 고기잡이
  - 땔감
  - 기록(刻記)
  - 도축(屠宰)
  - 무료 급식(施水)
  - 토산품(土産)

토산품으로는 소나무, 인삼, 더덕, 복령과 같은 약재나 나물과 같은 것과 모시, 삼베옷, 비단, 모직물 등의 천 그리고 구리와 같은 광물도 소개하고 있다. 또한 나전칠기와 같은 것은 세밀하고, 귀하다고 찬사를 한다. 밤이 복숭아만하며, 달고 맛있고, 사과나 참외, 복숭아, 배, 대추와 같은 것은 맛이 없고, 작다고 기록하고 있다.
- 제24권 사절의 행렬 節仗
- 제25권 조서를 받는 절차 受詔
- 제26권 연회 의례 燕禮
- 제27권 관사 館舍
- 제28권 장막류 供張 1
- 제29권 장막류 供張 1
- 제30권 생활용기 器皿 1
- 제31권 생활용기 器皿 2
- 제32권 생활용기 器皿 3
- 제33권 배 舟楫
- 제34권 바닷길 海道 1
- 제35권 바닷길 海道 2
- 제36권 바닷길 海道 3
- 제37권 바닷길 海道 4
- 제38권 바닷길 海道 5
- 제39권 바닷길 海道 6
- 제40권 동일한 문물 同文

## 관련 서적
타이베이시에 소재한 국립고궁박물원에는 중화민국 정부가 타이완으로 가져온 현존하는 판본 중 가장 오래된 1167년에 발간된 고려도경이 있다.
국내에서 출판된 책으로는 다음과 같다.
- 《고려도경》, (황소자리, 2005-3-25) 조동원 옮김, ISBN 13-9788991508026